# Filipp Petrowitsch Paltschikow
Filipp Petrowitsch Paltschikow (russisch Филипп Петрович Пальчиков; * 1682 im Dorf Naugorski Stan, Ujesd Bolchow; † 30. Septemberjul. / 11. Oktober 1744greg. im Dorf Schtschiglizy, Gouvernement Pskow) war ein russischer Schiffbauer.

## Leben
Paltschikow war der Sohn des in Moskau dienenden adligen Pikeniers Pjotr Iwanowitsch Paltschikow und hatte drei Brüder.
In der Großen Gesandtschaft Peters I. gehörte Paltschikow zu der ersten Zehnergruppe der Volontäre und erlernte 1697 zusammen mit Peter I., Fedossei Skljajew, Lukjan Wereschtschagin. Alexander Menschikow, Gawriil Menschikow, Iwan Golowin, Iwan Kotschet und anderen das Schiffbau-Handwerk auf der Amsterdamer Werft der Niederländischen Ostindien-Kompanie anhand des Baus einer Fregatte in drei Monaten unter der Leitung des Meisters Wybe Gerens.
Ab 1699 diente Paltschikow in der Flotte. 1700 wurde er in die Bambardier-Kompanie des Preobraschenski Leib-Garderegiments aufgenommen. Er nahm an vielen Feldzügen Peters I. teil und an den Kämpfen im Großen Nordischen Krieg, wobei er Leutnant der Bombarier-Kompanie wurde.
Im Januar 1702 wurde Paltschikow auf die Solombala-Werft auf der Insel Solombala in Archangelsk geschickt, um zusammen mit den Bombardieren des Preobraschenski-Regiments Gawriil Menschikow, Iwan Nemzow und Lukjan Wereschtschagin den Bau zweier kleiner 12-Kanonen-Fregatten schnell abzuschließen, so dass sie im Mai 1702 im Beisein Peters I. von Stapel liefen. Darauf ernannte ihn Peter I. zum Studenten der Architectura navalis. 1703 wurde Paltschikow auf die neue Olonezer Werft am Swir in Lodeinoje Pole geschickt. Dort baute er mit Lukjan Wereschtschagin ein Zweimast-Paketboot, das im Juni 1704 von Stapel lief. Dann wurde er zur Woronescher Admiralität geschickt, wo er sich am Bau der Schiffe auf den dortigen Werften beteiligte. Er erarbeitete die Pläne für den Bau kleiner Schiffe, die vervielfältigt und als Standards an alle russischen Werften  geschickt wurden.
1709 kehrte Paltschikow zum Schiffbau für die Baltische Flotte zurück und arbeitete auf der St. Petersburger Admiralitätswerft. Im Oktober 1712 begutachtete er in Nowaja Ladoga auf dem Wolchow die von der Kasaner Admiralität gebauten und gelieferten Schiffe. Anfang 1714 wurde er nach Archangelsk geschickt, um die neuen Schiffe zu verbessern und von Stapel laufen zu lassen. Dann war er an der Überführung der Archangelsker Linienschiffe aus dem Weißen Meer um Skandinavien herum in die Ostsee beteiligt. Bei den Zwischenhalten in den dänischen, britischen und niederländischen Häfen lernte er den dortigen Schiffbau kennen, wobei seine dänischen, englischen und niederländischen Sprachkenntnisse hilfreich waren.
Als 1715 in St. Petersburg die Akademie der Marinegarde eröffnet wurde, gehörte Paltschikow per Ukas Peters I. dazu. 1716 war er mit einem russischen Geschwader in Kopenhagen. Im Frühjahr 1717 nahm er auf den Werften in Amsterdam und Zaandam die für die russische Flotte gebauten Schiffe ab und warb Handwerker für den russischen Dienst an. Im Juli 1717 arbeitete er zusammen mit Peter I. auf einer niederländischen Werft. Im Dezember 1717 wurde Paltschikow aufgrund der Beurteilung durch den Schiffbau-Meister Peter I.  und den Sarwajer Fjodor Golowin zum Schiffbau-Untermeister berufen. Von April bis Juni 1718 Befand sich in Paltschikows St. Petersburger Haus der nach seiner Flucht zurückgekehrte Sohn Peters I. Alexei Petrowitsch, der dann zum Tode verurteilt wurde.
Paltschikow war der erste russische Schiffbauer mit einer Ingenieursbidlung und dem Titel Meister der Schiffbaukunst. Er war Leiter der St. Petersburger Modellkammer, in der die Schiffe entworfen und die Zeichnungen dann aufbewahrt wurden. Nach Paltschikoows Zeichnung baute 1718 Iwan Nemzow Galeeren für die russische Flotte. Für die Herstellung von Kaperschiffen und Flachboden-Frachtschiffen wurde Paltischikow im Februar 1718 nach Nowaja Ladoga geschickt. Im Mai 1719 leitete er mit Fedossei Skljajew die Hebung des havarierten 90-Kanonen-Linienschiffs Lesnoje. Auch beschrieb er die Wälder für Schiffsholz in der Nähe St. Petersburgs. Im Mai 1721 begab er sich zu Peter I. nach Riga.
Neben dem Schiffbau beschäftigte sich Paltschikow mit der Herstellung von Slipanlagen, dem Anlegen von Häfen, dem Heben von Schiffen und dem Herstellen von Schiffshebeschiffen. Zusammen mit dem Maschinen-Meister Wassili Tuwolkow konstruierte und baute er neuartige Schiffskamele. Zwischenzeitlich leitete er den Schiffbau auch auf den Werften in Moskau, Wyschni Wolotschok, Nischni Nowgorod, Kasan und Astrachan. Er leitete die Instandhaltung der Schiffe der Baltischen Flotte in Kronstadt und Reval. Als Erster führte er in Russland das Reparieren von Schiffen im Winter ein.
Im Sommer 1722 organisierte Paltschikow in Astrachan den Bau und die Instandhaltung der Transportschiffe für Peters I. Persienfeldzug, an dem er selbst teilnahm. In den Jahren 1722–1723 ließ er für die Feier des Sieges im Großen Nordischen Krieg Peters I. Botik restaurieren.
Im Juni 1723 wurde auf der St. Petersburger Admiralitätswerft das erste russische 100-Kanonen-Linienschiff auf Kiel gelegt, das Peter I. selbst entworfen hatte und dessen Bau er persönlich leitete. Ihm halfen dabei die Schiffbau-Untermeister Paltschikow und M. Karlsbom. Nach dem Tod Peters I. 1725 führten sie den Bau weiter unter der Leitung des Schiffbau-Meisters Fedossei Skljajew. Als  Skljajew erkrankte, stellte Paltschikow das Schiff fertig, das im Juni 1727 als Pjotr I i II von Stapel lief und in die Baltische Flotte aufgenommen wurde. Im selben Jahr baute er in St. Petersburg zusammen mit dem Kapitän 1. Ranges François Guillemot de Villebois als erste russische Pontonbrücke die Isaaksbrücke über die Newa.
Für seine Dienste wurden Paltschikow wiederholt Ländereien und Bauernhöfe in den Gouvernements Moskau, Wladimir, Tambow und Pskow verliehen und goldene und silberne Pokale und auch Ikonen geschenkt. 1729 wurde er zum Schiffbau-Meister mit einem Jahresgehalt von 600 Rubel befördert.
Nach dem Regierungsantritt Kaiserin Annas 1730 wurde Paltschikow in das Kasaner Admiralitätskontor versetzt, um für die St. Petersburger Werften Schiffsholz zu beschaffen und zu liefern. 1735 baute er dort 4 Schmacken. Ab 1736 lebte er in Astrachan und baute Frachtschiffe ohne staatliches Gehalt. 1737 wurde er vor Gericht gestellt, weil ein von ihm für die Holzabfuhr beauftragter Zimmermann für das Holz illegalerweise Geld annahm. Paltschikow erhielt eine Geldstrafe in Höhe eines Jahresgehalts. 1738 wurde er wegen Schwäche und ungenügender Pflichterfüllung aus dem Dienst entlassen. Als 1739 alle Schiffbau-Meister aus der Zeit Peters I. vom St. Petersburger Admiralitätskollegium aufgefordert wurden, über die von 1719 bis 1733 erhaltenen und verbrauchten Materialien Rechenschaft abzulegen, verweigerte Paltschikow dies, obwohl Beschwerden über ihn beim Senat vorlagen.
Nach dem Regierungsantritt der Kaiserin Elisabeth, Tochter Peters I., schickte Paltschikow 1742 eine Bittschrift an das kaiserliche Kabinett bezüglich seiner Stellung in Kasan und Astrachan. Bald erhielt er eine Einladung zu Elisabeths Krönung in Moskau. Im Juli 1744 wurde Paltschikow vom Kollegienrat (6. Rangklasse) zum Staatsrat (5. Rangklasse) im Ruhestand befördert.
Paltschikow hatte 1711 Pelageja Minitschna Grobowa, Tochter des Pskower Djaks Mina Iwanowitsch Grabow, geheiratet, wobei Peter I. Brautführer war. Die beiden Söhne Paltschikows wurden Offiziere der Russischen Armee.
Paltschikow hatte seine letzten Jahre auf seinem Landgut Schtschiglizy im Gouvernement Pskow verbracht, wo er am 11. Oktober 1744 nach schwerer Krankheit starb und begraben wurde.